# Aarhus Universitetshospital, Skejby
Aarhus Universitetshospital, Skejby (AUH) i udkanten af Aarhus er et dansk universitetshospital, der er beliggende i Skejby i det nordlige Aarhus og drives af Region Midtjylland. 
Med sine knap 600.000 kvadratmeter er det ikke blot Danmarks, men Nordeuropas største hospital og samtidig et af de mest specialiserede herhjemme. Det er et af de mange supersygehuse som blev planlagt i starten af det 21. århundrede.
Aarhus Universitetshospital er Nordeuropas største hospital, og var resultatet af en fusion mellem flere hospitaler i Aarhus Kommune og det tidligere Århus Amt: Århus Kommunehospital, Århus Amtssygehus, Skejby Sygehus, Marselisborg hospital og Samsø Sygehus. Fusioneringen skete over flere omgange og er i dag et stort hospital, hvor størstedelen blev samlet under fælles tag i Skejby i 2019  Dette har omdannet området betydeligt fra det tidligere, og væsentligt mindre Skejby Sygehus i området, til det nuværende AUH, med flere større ombygninger og udvidelser, som eksempelvis den 61 meter og 14 etager høje Forumbygning.Området har også tiltrukket flere privathospitaler uden direkte tilknytning til AUH
Første etape af hospitalet blev taget i brug i 1987, og siden er en række afdelinger flyttet fra de øvrige Aarhus-hospitaler til Skejby. I perioden 2016 til 2019 udvides AUH med Det Nye Universitetshospital (DNU), og Aarhus Universitetshospitals afdelinger på Nørrebrogade og Tage-Hansens Gade flyttes ud i de nye bygninger.
Hospitalet er en del af Aarhus Universitetshospital, og derfor foregår der meget forskning, uddannelse og samarbejde med private virksomheder. Desuden udgør Aarhus Universitetshospital Skejby – sammen med de øvrige hospitaler i Aarhus Universitetshospital – det lokale sygehus for borgere i og omkring Aarhus.
Aarhus Universitetshospital, Skejby indeholder fem samlinger af specialafdelinger, der er fokuseret på hver sin gruppe af patienter:
- Infektionsmedicinske patienter
- Hjerte- og lungepatienter
- Urinvejskirurgiske og nyremedicinske patienter
- Karkirurgiske patienter
- Børn, fødsler og gynækologiske patienter.

Sygehuset har desuden et hotel med restaurant og opholdsrum, hvor nybagte mødre kan bo sammen med mand og barn efter fødslen. Hotellet er også et tilbud til andre selvhjulpne patienter og pårørende.
Aarhus Universitetshospital Skejby har i dag 452 hospitalssenge, 43 dialysepladser og 28 hotelsenge. Personalet udgør 3.289 ansatte hvor 2458 er fuldtidsstillinger, og budgettet er i 2010 på cirka 2,1 mia. kroner.
Aarhus Universitetshospital, Skejby tog i 2005 imod 153.639 ambulante besøg og havde 41.811 indlæggelser. 21.238 patienter blev opereret under indlæggelse, og med 4.877 nyfødte i 2005 er Fødeafdelingen et af landets største fødesteder.
På sin rangering af verdens bedste hospitaler placerede nyhedsmagasinet Newsweek i 2023 AUH på en 24. plads blandt flere tusinde hospitaler kloden over.
Hospitalet ligger på Palle Juul-Jensens Boulevard og betjenes af Aarhus Universitetshospital Station på Aarhus Letbane. 

## DNU – Det Nye Universitetshospital
Århus Amtsråd besluttede i 2005 at planlægge DNU.
Spadestikket til udvidelsen af Skejby, og det, der skulle blive Nordeuropas største hospital, blev taget i oktober 2009. Baggrunden for udvidelsen var en omstrukturering af sygehusdriften i Aarhus, der skulle samle Århus Sygehus og Skejby til ét fysisk hospital under Aarhus Universitetshospital. Arkitektfirmaet bag tegningerne til byggeriet var det erfarne århusianske firma C.F. Møller, der også har tegnet Skejby Sygehus, Århus Kommunehospital og Aarhus Universitet.
Det nyopførte DNU udgør sammen med det nuværende hospital i Skejby udgøre et areal på 470.000 m², og dermed blev hospitalet ikke blot Danmarks, men også Nordeuropas største.[kilde mangler] Grundarealet er på 1,2 millioner m². I alt har hospitalet 9.000 ansatte, 1.300 sengepladser, 100.000 årlige indlæggelser og 600.000 årlige ambulante besøg. I procent betyder dette, at Skejby har 40-50% af al hospitalsaktivitet i Region Midtjylland. 
Udvidelsen var færdig i september 2022.
Det nyopførte byggeri indeholder fem højhuse, deriblandt det "Forum" i centrum af sygehuset.
Forum er 70 meter højt. Økonomiske vanskeligheder resulterede i en forsinkelse og reducering af højden, som dog stadig er et vartegn og betydelig højere end det resterende byggeri.
- Højhuset Forum, 70 meter
- Bygning J01, J12, C15, C16, C19 og C20 (byggefelt N1, S2 og S4) på 9 etager 37 meter.
- Parkeringshus med helikopterplatform på toppen med en højde på 8 etager - eller 35 meter.[13][14]

## Café Nexus
Café Nexus er et socialt mødested for unge patienter på Skejby Sygehus. I cafeen kan børn og unge mellem 12 og 22 år være sammen om fritidsaktiviteter og samtale med andre unge patienter og frivillige medarbejdere fra Ungdommens Røde Kors. 
Cafeen blev etableret i foråret 2012 af Ungdomsmedicinsk Gruppe på Børneafdelingen, Aarhus Universitetshospital for at forbedre forholdene for unge patienter. Caféen er som udgangspunkt fri for forældre og sundhedspersonale.